# 통통이가 들려준 이야기
《통통이가 들려준 이야기》는 조선민주주의인민공화국의 조선4·26아동영화촬영소에서 만들어진 애니메이션이다. 주인공 "통통이"를 비롯한 기차 일행과 개구리 일행이 힘을 합쳐 침략자 곤충들을 막아낸다는 줄거리를 담고 있다.

## 만든 사람들
- 영화문학(각본): 설신철
- 연출: 리철
- 책임미술(미술감독): 김명길
- 미술(그래픽): 선우희선, 백만식, 홍태혁, 김광춘, 김철, 권영길, 황은희
- 배경: 장순남
- 합성: 리혜영
- 작곡: 한상철
- 대사(대본): 원정숙, 장춘옥
- 편집: 최승애(공훈예술가)
- 록음(녹음): 강시현
- 화상처리: 한성국, 김철호
- 채색: 김미옥, 리순향, 김애히
- 행정연출: 정충실
- 연주: 《김일성훈장》을 수여받은 영화 및 방송음악단
  - 지휘: 려명기
  - 가사: 오영옥
  - 노래: 평양률곡중학교 아동음악반
- 《김일성훈장》을 수여받은 조선4.26아동영화촬영소